# Anomala chrysanthe
Anomala chrysanthe är en skalbaggsart som beskrevs av Bates 1888. Anomala chrysanthe ingår i släktet Anomala och familjen Rutelidae. Inga underarter finns listade i Catalogue of Life.